# 정우면
정우면(淨雨面)은 대한민국 전북특별자치도 정읍시의 면이다. 면적은 30.34km2이고, 인구는 2024년 1월을 기준으로 2,373명이다.
본래 고부군(古阜郡) 우일면(雨日面), 장순면(長順面), 벌미면(伐未面), 수금면(水金面), 오금면(梧琴面)구역인데, 1914년 행정구역 개편 때에 우일면과 장순면을 병합하여 우순면(雨順面)이라 하고, 벌미면, 수금면, 오금면을 합하여 이곳 중심부에 있는 정토산(淨土山)의 이름을 따서 정토면(淨土面)이라하여 각각 정읍군에 편입하였다가, 그 뒤 1935년 4월 1일 행정구역 조 때 우순면 구역 3 개리인 화해리(花海里), 남산리(南山里), 영파리(暎波里)를 북면(北面)에 편입하고, 나머지 두 면을 병합하여 정우면(淨雨面)이라 하였다. 그 뒤 1973년 7월 1일 대통령령 제6542호에 의하여 오금리(梧琴里)가 이웃 이평면(梨坪面)에 편입되고 그 나머지로 지금에 이르고 있다.

## 연혁
- 백제 고부면 삼동방(古阜面 三洞坊)
- 통일신라시대 태산군 삼동방(太山郡 三洞坊)
- 고려시대 고부군 삼동방(古阜郡 三洞坊)
- 조선시대 고부군 수금면 (古阜郡 水金面) /고부군 오금면(古阜郡 梧禁面) / 고부군 벌미면(古阜郡 伐未面) 고부군 우일면(古阜郡 宇日面) / 고부군 장순면(古阜郡 長順面)
- 1914. 3. 1 정읍군 정토면 (井邑郡 淨土面) / 정읍군 우순면 (井邑郡 雨順面)
- 1935년 정읍군 정우면 (井邑郡 淨雨面)
- 1995.1.1 정읍시 정우면 (井邑市 淨雨面)

## 문화재 및 관광 자원
- 정읍 정토사
- 정읍 수금리 입석
- 정읍 대산리 토성

## 행정 구역
| 법정리명       | 마을유래 | 자연마을                                                                                       | 비고 |
| -------------- | --- | ---------------------------------------------------------------------------------------------- | ---- |
| 수금리(水金里) | 본래 고부군 수금향(水金鄕)이고 뒤에는 수금면 구역인데, 1914년 행정구역개편 때에 신흥리(新興里), 월성리(月成里), 삼동(三洞), 좌두리(左斗里), 야리(也里), 규촌(閨村)과 오금면 각목리(角木里)및 장순면 신성리(新成里)각 일부를 병합하여, 예전 면의 이름을 따서 수금리라 하고 정토면에 편입하였다. 정토면은 뒤에 정우면이 되었다. | 1) 금북(金北) 마을 2) 금남(金南) 마을 3) 좌야(左野) 마을 4) 월성(月城) 마을 5) 금창(金昌) 마을 |      |
| 산북리(山北里) | 본래 고부군 벌미면(伐米面)구역인데, 1914년 행정구역 개편 때에, 산북리(山北里), 소사리(小士里), 삼산리(三山里)와 수금면(水金面)의 대정리(大井里), 소사리(小士里), 삼산리(三山里)와 수금면(水金面)의 대정리(大井里), 신복리(新福里), 삼동(三洞), 답내면(畓內面)의 예동(禮洞) 및 태인군(泰仁郡) 북촌면(北村面)의 이리(二里), 상삼리(上三里), 오리(五里)의 각 일부를 병합하여, 그 중심 마을 이름을 따서 삼북리라 하고, 정읍군 정토면(淨土面)에 편입하고 뒤에 정우면이 되었다. | 1) 산북(山北) 마을 2) 삼산(三山) 마을 3) 대정(大井) 마을 4) 신제(新堤) 마을                    |      |
| 대사리(大寺里) | 본래 고부군 벌미면(伐米面)구역인데, 1914년 행정구역 개편 때에, 배량리(拜良里), 대사리(大寺里), 마동(馬洞)과 태인군(泰仁郡) 북촌리(北村里) 이리(二里)일부를 병합하여, 이곳 중심 마을 이름을 따라 대사리라 하고, 정읍군 정토면에 편입하였다. 그 뒤 정토면은 1935년에 이웃 우순면(雨順面)과 병합하여 정우면이 되었다. | 1) 대동(大東) 마을 2) 대서(大西) 마을 3) 대북(大北) 마을                                       |      |
| 회룡리(回龍里) | 본래 고부군 벌미면(伐米面) 구역인데, 1914년 행정구역 개편 때에 괴동(槐洞), 와룡리(臥龍里), 신기리(新基里), 정토리(淨土里), 회룡리(會龍里)와 수금면(水金面) 규촌(閨村)각 일부를 병합하여, 이 지역의 지형이 회룡고조(回龍顧祖)로 되어 있다 하여 회룡리라 하고, 정읍군 정토면에 편입하고 이가 뒤에 정우면이 되었다. | 1) 교촌(校村) 마을 2) 괴동(槐洞) 마을 3) 정토(淨土) 마을 4) 규촌閨村) 마을                     |      |
| 화천리(花川里) | 본래 고부군 벌미면(伐米面)구역인데, 1914년 행정구역 개편 때에,덕성리(德成里), 화천리(化川里), 덕촌(德村)과 태인군 서촌면(西村面) 주산리(舟山里)각 일부를 병합하여, 중심 마을 이름을 따라 화천리라 하고, 정읍군 정토면에 편입 하였고, 뒤에 우순면과 합하여 정우면이 되었다. | 1) 화천(花川) 마을 2) 덕성(德成) 마을 3) 덕촌(德村) 마을                                       |      |
| 장순리(長順里) | 본래 고부군 장순면(長順面)구역인데, 1914년 행정구역 개편 때에 송내리(送內里), 신기리(新基里), 양지리(良地里), 내장리(內場里), 후복리(厚福里), 외장리(外墻里), 천덕리(川德里), 망담리(望潭里)의 각 일부를 병합하여, 이곳이 원래 장순리 소재지였기 때문에 장순리라 하고, 정읍군 우수면에 편입되었고 뒤에 이면은 정우면이 되었다. | 1) 송내(松內) 마을 2) 양지(陽池) 마을 3) 구성(九城) 마을 4) 외장(外墻) 마을                    |      |
| 초강리(楚江里) | 본래 고부군 장순면(長順面)구역인데, 1914년 행정구역 개편 때에 창납리(倉納里), 연봉리(蓮峰里), 신성리(新城里), 천덕리(川德里), 외장리(外墻里), 망담리(望潭里)와 우일면(雨日面) 유대리(유대리) 및 수금면(水金面) 좌두리(左斗里)각 일부를 병합하여, 정읍천의 딴 이름을 붙여 초강리(楚江里)라고 하고, 정읍군 우수면에 편입하였고 뒤에 우순면은 정우면으로 되었다. | 1) 창납(倉納) 마을 2) 신창(新昌) 마을 3) 천덕(川德) 마을 4) 초련(楚蓮) 마을 5) 천두(川頭) 마을 |      |
| 우산리(牛山里) | 본래 고부군 장순면(長順面)구역인데, 1914년 행정구역 개편 때에 시동(詩洞), 송베리(淞培里), 비선리(飛仙里), 서당리(書當里), 소상리(所山里), 사포리(沙浦里), 원두리(元斗里), 사거리(四巨里), 망담리(望潭理)와 우일면(雨日面) 남산리(藍山里) 각 일부를 병합하여, 중심마을 소산의 이가(異記)로 우산이라 하고 정읍군 우순면에 편입하였다. 뒤에 우순면을 정우면이 되었다. | 1)우산(牛山) 마을 2) 송배(松倍) 마을 3) 비선(飛仙) 마을 4) 서산(書山) 마을 5) 망담(望潭) 마을  |      |
| 대산리(垈山里) | 본래 고부군 우일면(宇日面)구역인데, 1914년 행정구역 개편 때에 야리(野里), 유대리(有垈里), 송덕리(頌德里)일부를 병합하여「태뫼」(有垈里)의 이기(異記)인, 대산리(垈山里)라 하고 정토면에 편입 되었다. 뒤에 정우면이 되었다. | 1) 대산(垈山) 마을                                                                             |      |
| 우일리(宇日里) | 본래 고부군 우일부곡(雨日部曲)으로 뒤에 우일면(雨日面) 구역인데, 1914년 행정구역 개편 때, 성동(星洞), 내기동(內基洞), 도천리(道贊里), 남산리(藍山里)일부를 병합하여, 예전 이름이 비나리, 피내를 따서 우일리라 하고 우순면에 편입하였으며, 뒤에 정우면이 되었다. | 1) 남산(藍山) 마을 2) 성동(星洞) 마을 3) 내기(內基) 마을 4) 도찬(道贊) 마을                    |      |